# Bror Forssell
För botanikern med samma namn, se Bror Forssell (botaniker).
Bror Lars Gustav Forssel, (även Forsell),  född 10 december 1883 i Malmö Karoli församling, död 16 november 1959 i Malmö S:t Pauli församling, var en svensk målare och boktryckare.
Han var son till boktryckaren Carl Gustaf Forsell och Maria Christina Jönsson och från 1918 gift med Ella Ingeborg Just Jensen.
Forssell inledde sin yrkeskarriär som boktryckare vid Skånska litografiska AB samtidigt bedrev han under sex års tid studier vid Tekniska aftonskolan i Malmö. Han studerade därefter vid Königliche Akademie für Graphische Künste und Buchgewerbe i Leipzig under ledning av Friedrich Heine 1909–1910 och för Johan Rohde vid Kunstnernes Frie Studieskoler i Köpenhamn 1911–1914 samt för Carl Wilhelmson i Stockholm 1915. Under en Parisvistelse 1921–1922 passade han på att studera för André Lhote. Han debuterade i en samlingsutställning i Köpenhamn 1913 och medverkade därefter i ett stort antal samlingsutställningar i Sverige, Köpenhamn och på Höstsalongen i Paris. Separat ställde han ut i Malmö, Lund och Ystad. Som medlen i Skånes konstförening medverkade han i föreningens utställningar sedan 1920 och han var medlem i Skånska konstnärsklubben sedan dess stiftande. Hans konst består av porträtt, stadsbilder och landskapsstudier. Forssell är representerad vid Malmö museum, Kalmar museum och Tomelilla museum. Makarna Forssell är begravda på Sankt Pauli södra kyrkogård i Malmö.